# باربارا فرانکو
باربارا فرانکو (به انگلیسی: Bárbara Franco) (زادهٔ ۴ آوریل ۱۹۷۴) شناگر اهل اسپانیا است.